# Jan Kuzma
Jan Kuzma (* 23. prosince 1972) je bývalý český fotbalista, záložník.

## Fotbalová kariéra
V československé hrál za Dukla Praha. Nastoupil ve 3 ligových utkáních. Gól v lize nedal.
V nižších soutěžích nastupoval za TJ Slavoj Jarošov, SK Sokol Brozany, TJ FS Napajedla, SK Boršice, FC SYNOT Slovácká Slavia Uherské Hradiště, FC Kyjov 1919, TJ Zlámanec, SK Zlechov a TJ Kudlovice.

## Ligová bilance
| Ročník                                   | Zápasy | Góly | Klub        |
| ---------------------------------------- | ------ | ---- | ----------- |
| 1. československá fotbalová liga 1991/92 | 3      | 0    | Dukla Praha |
| CELKEM 1. liga                           | 3      | 0    |             |